# Џејмс Џувенал
Џејмс Бенер Џувенал (енгл. James Benner Juvenal; Филаделфија, 12. јануар 1874. — Филаделфија, 1. септембар 1942) је био амерички веслач, освајач златне медаље на Олимпијским играма у Паризу 1900. године са посадом осмерца Vesper Boat Club из Филаделфије, који се такмичио за САД.
Џувелал је учествовао само у такмичењима осмераца. Посада осмерца у саставу Вилијам Кар, Хари Дебек, Џон Ексли, Џон Гајгер, Едвин Хедли, Џејмс Џувенал, Роско Локвуд, Едвард Марш и Луис Абел била је прва у полуфиналу и финалу и освојила је златну медаљу. 
Четири године касније на Олимпијским играма 1904. у Сент Луису учествовао је у трци скифова и освојио је сребрну медаљу.
Џувенал је био један од најпознатијих веслача у Филаделфији на прелазу из 19. у 20. век. Године 1893. освојио је америчку регату близу Скрантона у Пенсилванији, веслајући у алуминијумском чамцу. Сматра се да је први пут такав чамац коришћен у конкуренцији. Између 1893. и 1906. освојио је преко 100 трка, и шест узастопних првенстава у Schuylkill Navy удружења аматерских веслачких клубова Филаделфије. У 1906. се посветио тренерском позиву. Кратко време боравио је као национални тренер у Куби. Студирао је на Универзитету Дрекел и био је 40 година запослен у Philadelphia Electric Co.